# Championnat de Belgique de rugby à XV 2004-2005
 (signalé en mai 2025).
Si vous disposez d'ouvrages ou d'articles de référence ou si vous connaissez des sites web de qualité traitant du thème abordé ici, merci de compléter l'article en donnant les références utiles à sa vérifiabilité et en les liant à la section « Notes et références ».
- Archive Wikiwix
- Bing
- Cairn
- DuckDuckGo
- E. Universalis
- Gallica
- Google
- G. Books
- G. News
- G. Scholar
- Persée
- Qwant
- (zh) Baidu
- (ru) Yandex
- (wd) trouver des œuvres sur Wikidata

Navigation
Championnat 2003-2004 Championnat 2005-2006
Le Championnat de Belgique de rugby à XV 2004-2005 oppose les huit meilleures équipes belges de rugby à XV. Il débute le 19 septembre 2004 pour s'achever par une finale disputée le 29 mai 2005 par une finale remportée par le tenant du titre du Boitsfort Rugby Club au détriment de l'ASUB Waterloo sur le score de 17 à 3. 
C'est le douzième titre de Boitsfort et le cinquième consécutivement.
Le système de compétition en vigueur est modifié à partir de cette saison 2004-2005 ; seules 8 équipes évolueront au sein de la première division, de telle sorte qu'elles ont une compétition relevée et qu'il reste suffisamment de place dans leur calendrier pour leurs obligations internationales. 

## Liste des équipes en compétition
| Visé Tervueren Boitsfort Waterloo Ottignies Soignies Frameries Dendermonde |

La compétition oppose pour la saison 2004-2005 les huit meilleures équipes belges de rugby à XV :
| - ASUB Rugby Waterloo - Boitsfort Rugby Club - Brussels Barbarians - Dendermondse Rugby Club | - Rugby Club Frameries - Rugby Club Soignies - RC Visé - Rugby Ottignies Club |

## Résumé des résultats

### Classement de la phase régulière
| no | Club                | J  | V  | N | D  | F | PM  | PE  | Diff | Pts |
| -- | ------------------- | -- | -- | - | -- | - | --- | --- | ---- | --- |
| 1  | Boitsfort RC (T)    | 14 | 13 | 0 | 1  | 0 | 537 | 97  | +440 | 40  |
| 2  | ASUB Waterloo       | 14 | 11 | 0 | 3  | 0 | 417 | 157 | +260 | 36  |
| 3  | Brussels Barbarians | 14 | 8  | 0 | 6  | 0 | 245 | 222 | +23  | 30  |
| 4  | Ottignies           | 14 | 8  | 0 | 6  | 0 | 272 | 205 | +67  | 30  |
| 5  | RC Soignies         | 14 | 7  | 0 | 6  | 1 | 246 | 273 | -27  | 27  |
| 6  | Dendermondse RC     | 14 | 6  | 0 | 8  | 0 | 226 | 262 | -36  | 26  |
| 7  | RC Frameries (P)    | 14 | 3  | 0 | 11 | 0 | 191 | 289 | -98  | 20  |
| 8  | RC Visé             | 14 | 0  | 0 | 11 | 3 | 52  | 681 | -629 | 11  |

|  | Qualifiés pour la phase finale (no 1, no 2, no 3, no 4). |
|  | Relégué en Division 2 pour la saison 2005-2006 (no 8).   |
|  | T : tenant du titre 2004 • P : promu 2004                |

Attribution des points : victoire : 3, match nul : 2, défaite : 1, forfait : 0.
Règles de classement : ?

### Phase finale
|  | Demi-finales            | Demi-finales  |          |  | Finale      | Finale      |
|  | Demi-finales            | Demi-finales  |          |  | Finale      | Finale      |
|  |                         |               |          |  |             |             |
|  | mai 2005                | mai 2005      |          |  | 29 mai 2005 | 29 mai 2005 |
|  | mai 2005                | mai 2005      |          |  | 29 mai 2005 | 29 mai 2005 |
|  | [1] Boitsfort RC        |               |          |  | 29 mai 2005 | 29 mai 2005 |
|  |                         |               |          |  | 29 mai 2005 | 29 mai 2005 |
|  | [4] Ottignies           |               |          |  | 29 mai 2005 | 29 mai 2005 |
|  | Boitsfort RC            | 17            |          |  |             |             |
|  | Boitsfort RC            | 17            | mai 2005 |  |             |             |
|  |                         | ASUB Waterloo | 3        |  |             |             |
|  | [2] ASUB Waterloo       | ASUB Waterloo | 3        |  |             |             |
|  |                         |               |          |  |             |             |
|  | [3] Brussels Barbarians |               |          |  |             |             |
|  |                         |               |          |  |             |             |

## Résultats détaillés

### Phase régulière

#### Tableau synthétique des résultats
L'équipe qui reçoit est indiquée dans la colonne de gauche.
| Clubs               | ASU | BRC | BRU | DRC | RCF | RCS | RCV | ROC |
| ------------------- | --- | --- | --- | --- | --- | --- | --- | --- |
| ASUB Waterloo       |     | -   | -   | -   | -   | -   | -   | -   |
| Boitsfort RC        | -   |     | -   | -   | -   | -   | -   | -   |
| Brussels Barbarians | -   | -   |     | -   | -   | -   | -   | -   |
| Dendermondse RC     | -   | -   | -   |     | -   | -   | -   | -   |
| RC Frameries        | -   | -   | -   | -   |     | -   | -   | -   |
| RC Soignies         | -   | -   | -   | -   | -   |     | -   | -   |
| RC Visé             | -   | -   | -   | -   | -   | -   |     | -   |
| R Ottignies C       | -   | -   | -   | -   | -   | -   | -   |     |

|  | Victoire à domicile |  | Match nul |  | Défaite à domicile |

#### Détail des résultats
Les points marqués par chaque équipe sont inscrits dans les colonnes centrales alors que les essais marqués sont donnés dans les colonnes latérales.

### Phase finale

#### Demi-finales
| mai mai 2005 | Boitsfort RC | ? – ? | Ottignies |  |
| mai mai 2005 |              |       |           |  |
| mai mai 2005 |              |       |           |  |

| mai mai 2005 | ASUB Waterloo | ? – ? | Brussels Barbarians |  |
| mai mai 2005 |               |       |                     |  |
| mai mai 2005 |               |       |                     |  |

#### Finale
| 29 mai 2005 | Boitsfort RC | 17 – 3 | ASUB Waterloo | stade du petit Heysel, Bruxelles |
| 29 mai 2005 |              |        |               | stade du petit Heysel, Bruxelles |
| 29 mai 2005 |              |        |               | stade du petit Heysel, Bruxelles |